# Huerta del Rey (Alcázar de Segovia)
La Huerta del Rey, también conocida como "Parque Norte del Alcázar de Segovia", es un espacio histórico y natural ubicado en la ciudad de Segovia.
Este parque, situado entre las rocas en las que se asienta el Alcázar y el río Eresma, lleva el nombre de "Huerta del Rey" en recuerdo de su pasado como lugar de cultivo que abastecía a la Corte Real instalada en el Alcázar de Segovia. Se le considera el primer jardín romántico español.
En la actualidad, pese a estar cerrado al público, es un espacio verde que conserva vestigios de su historia y que sigue siendo parte fundamental -y protegida- del paisaje de la ciudad.

## Historia

### Origen: Huerta del Rey
Durante la repoblación de Segovia a finales del siglo XI, nobles y clérigos adquirieron extensas propiedades donde edificaron y cultivaron, creando así una ciudad sostenible. Entre estas propiedades, una de las más destacadas fue la que ocupaba el espacio entre el Alcázar y el río Eresma. Esta se denominó "Huerta del Rey", nombre que aún se mantiene en la toponimia local.
La huerta dejó de serlo en algún momento de su historia, pero aún se conservan vestigios arqueológicos de su antiguo sistema de riego.

### Transformación en Parque Norte
La transformación de la Huerta del Rey en parque tuvo lugar durante el reinado de Fernando VII. De esta época datan el muro de cerramiento, la puerta de acceso adornada con los escudos de Castilla y León, y el trazado del que se considera el primer jardín romántico español.

### Cierre del Parque
En 1990, se firmó un convenio entre el Ayuntamiento de Segovia y el Patronato del Alcázar que permitió abrir el Parque durante los veranos. Sin embargo, este acuerdo no se renovó debido al supuesto escaso interés de los segovianos por pasear por este espacio. Como resultado, la Huerta del Rey se cerró al público y en la actualidad no es visitable.

## Descripción
La Huerta del Rey tiene una forma que se aproxima a un triángulo rectángulo y está dividida en dos partes desiguales por una calle central. Esta calle, flanqueada por bancos y farolas, conecta la puerta de acceso con la que da entrada al Torreón del Agua.
El parque cuenta con plazoletas, paseos, sendas, fuentes, áreas de descanso y una masa forestal que ha evolucionado desde una plantación de olmos a una gran variedad de especies.

### Elementos destacados

#### Fuente de Isabel II
Cerca del centro de la calle principal se encuentra una fuente que fue donada por la Reina Isabel II en 1862. Esta fuente no se colocó en el lugar originalmente previsto debido a un incendio que ocurrió el mismo año de la donación. Finalmente, fue recompuesta y colocada en el parque con un surtidor añadido.

#### Monumento al Arma de Artillería
Pasada la fuente, se puede observar un sobrio monumento en homenaje al Arma de Artillería. Tras este monumento, unos escalones conducen al tramo final de la calle, donde se encuentra un pozo labrado en granito y la sobria fachada del Torreón del Agua.

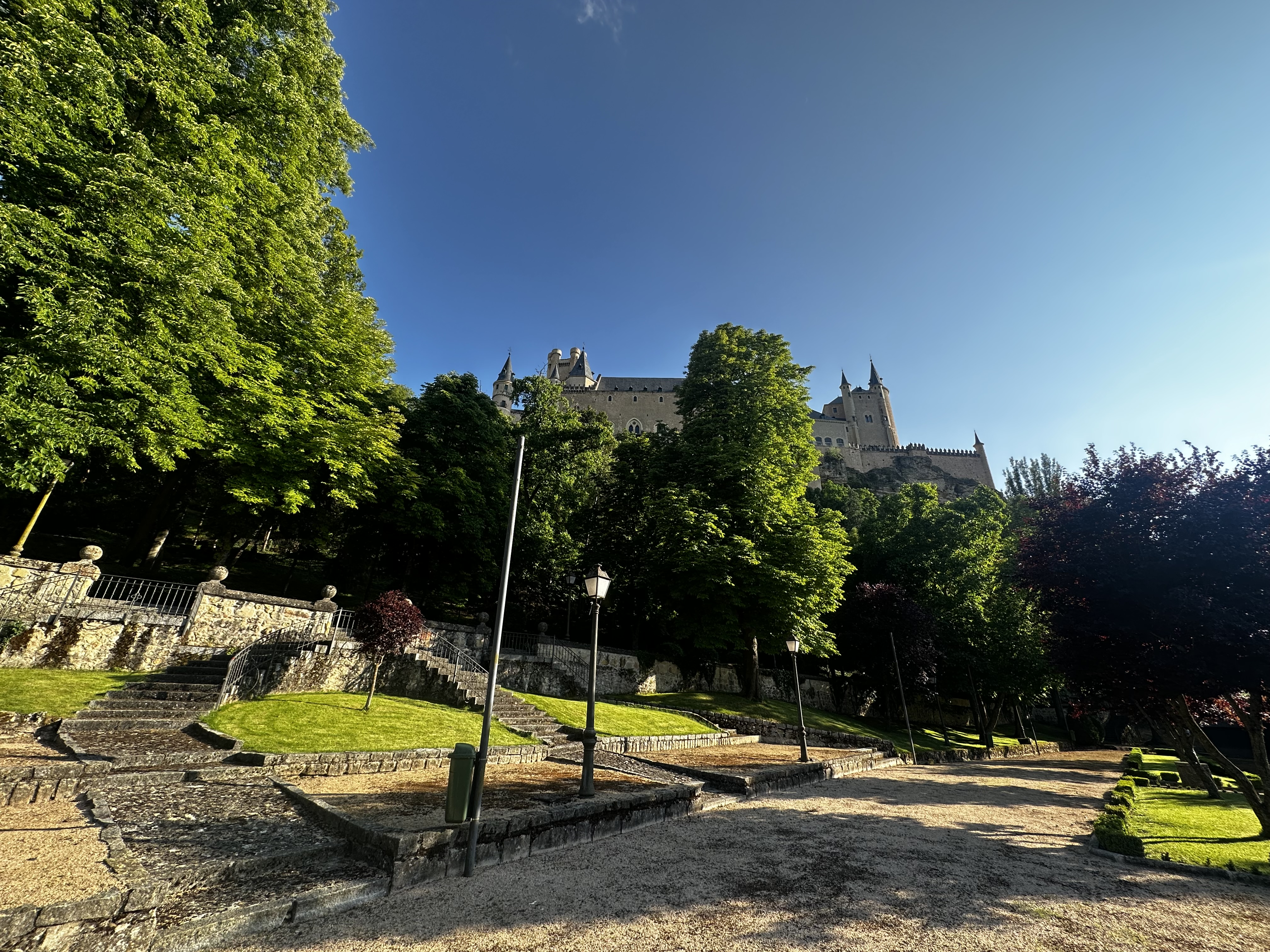
La "Huerta del Rey", también conocida como "Parque Norte del Alcázar de Segovia", es un espacio histórico y natural ubicado en la ciudad de Segovia.

#### Vegetación
El parque cuenta con numerosas especies de plantas, algunas de gran porte. Entre las más notables se encuentran un saúco con un tronco de unos 50 cm de diámetro, dos bojes arbóreos de unos 125 años, un tejo de tres ramas y las coníferas que encuadran la puerta levantada en tiempos de Fernando VII.
Dependiendo de las estaciones, el parque ofrece diferentes encantos, como las flores y los aromas de lilas y celindas en primavera, o los tonos encendidos de las hojas de los árboles de hoja caduca a la llegada del otoño.
Desde la calle central hasta el muro que marca la separación entre el parque y el río, se puede llegar por suaves taludes poblados de árboles y sembrados de un bien cuidado césped o por tres escalinatas labradas en granito y con barandillas y pasamanos de hierro. La parte más llana del parque es rica en formas y color, con sauces llorones, prunos púrpuras, una segunda fuente circular y una pista que ha sido escenario de bailes, conciertos y representaciones teatrales.

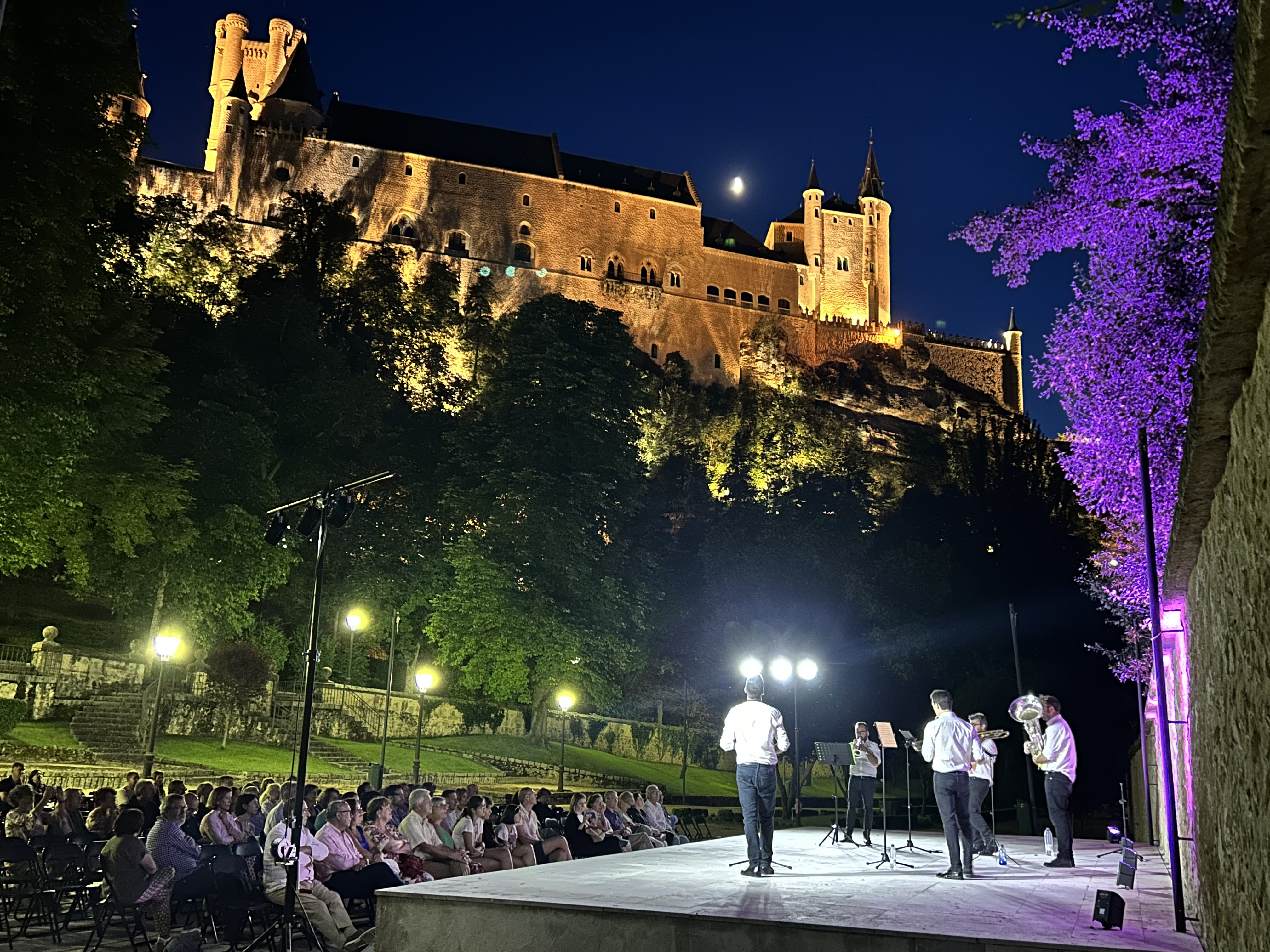
Concierto celebrado con motivo de la Noche de La Luna Llena en la Huerta del Rey del Alcázar, en el año 2024.

## Eventos y conciertos
La Huerta del Rey ha sido escenario de diversos eventos y conciertos a lo largo de su historia. Entre ellos se pueden mencionar los siguientes:
- El Festival Musical de Segovia (MUSEG),[4] organizado por la Fundación Don Juan de Borbón desde 1977: el festival ofrece cada año una programación variada e internacional con artistas destacados en diferentes géneros musicales.
- Los bailes de fin de curso de la Academia de Artillería: desde principios del siglo XX hasta la actualidad, los alumnos/cadetes celebran su graduación con una fiesta en la Huerta del Rey.